# Klaus-Steilmann-Haus

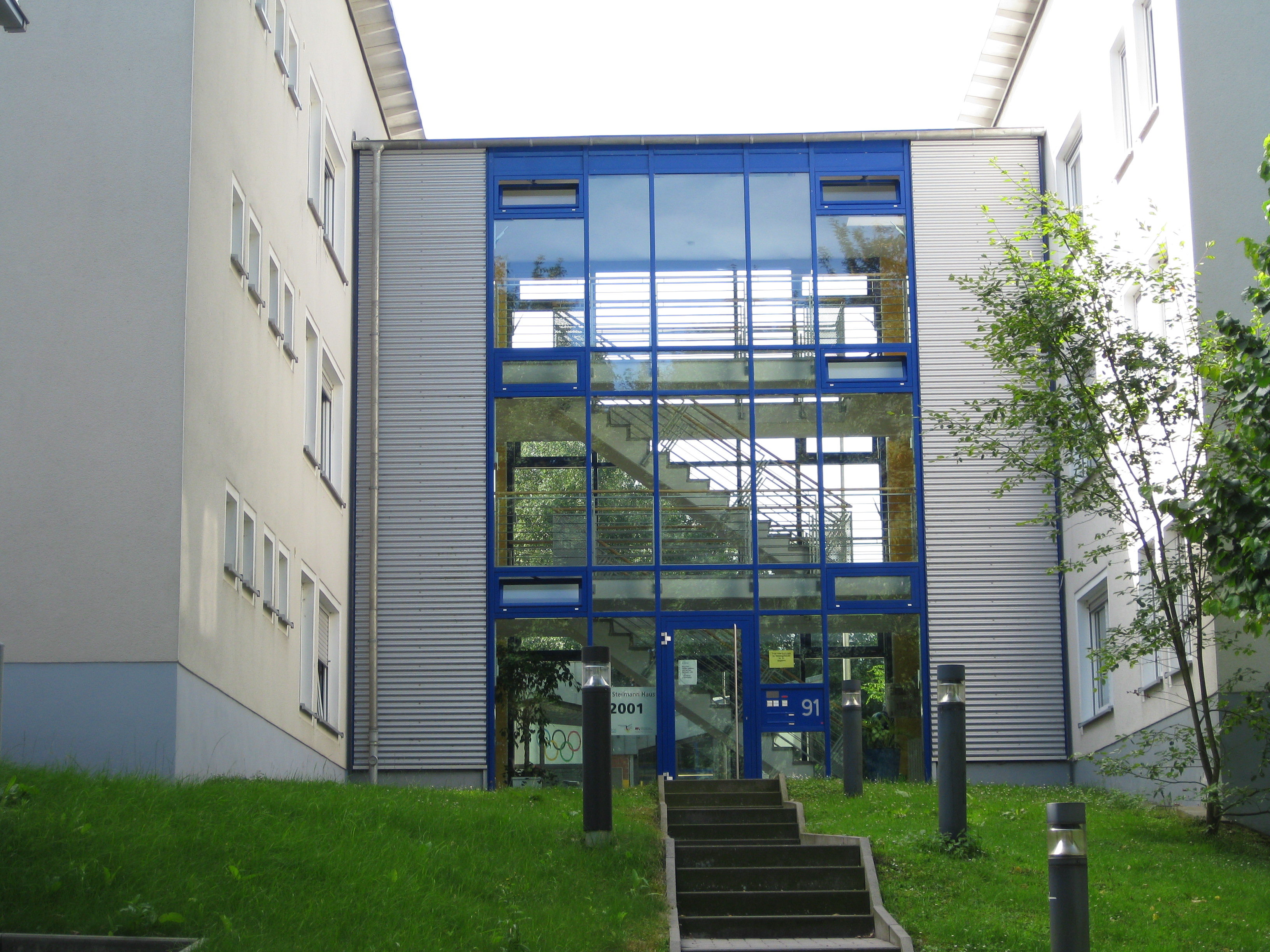
Sportinternat Klaus-Steilmann-Haus, 2010

Das Klaus-Steilmann-Haus ist ein Sportinternat und Teil des Olympiastützpunktes Westfalen im Stadtbezirk Wattenscheid der Ruhrgebietsstadt Bochum. Es liegt im Westen von Wattenscheid direkt am Lohrheidestadion und gilt als ein Aushängeschild unter deutschen Sportinternaten.

## Geschichte
Das Klaus-Steilmann-Haus wurde im Jahre 2001 als Sportinternat mit finanzieller Unterstützung und in Trägerschaft der Stadt Bochum, Olympiastützpunkt Westfalen, sowie dem Förderverein des Olympiastützpunktes Westfalen und Sponsoren eröffnet. Dazu gehörte insbesondere der Wattenscheider Textilfabrikant Klaus Steilmann. Zu seinen Ehren wurde es zu seinem 75sten Geburtstag am 12. Juni 2004 zum Klaus-Steilmann-Haus umbenannt. Ziel des Sportinternats ist es, talentierten Nachwuchssportlern eine – den individuellen Bedürfnissen angepasste Wohn- und Lebenssituation zu schaffen – die es ihnen ermöglicht, Sport, Schule und Freizeit in Einklang zu bringen.
Der Olympiastützpunkt Westfalen betreut am Standort Bochum-Wattenscheid die Schwerpunktsportarten Leichtathletik, Rhythmische Sportgymnastik und Wasserball (♀). Darüber hinaus haben die Sportarten Schwimmen, Synchronschwimmen und Basketball (♀/♂), später auch die Förderung und Versorgung junger Fußballspieler, an Bedeutung gewonnen. Der Fußballbundesligist VfL Bochum lässt im Sportinternat des Olympiastützpunktes seine Nachwuchstalente aus dem In- und Ausland betreuen.
Die im Erdgeschoss des Sportinternates gelegenen, behindertengerecht ausgestatteten Wohnungen werden darüber hinaus auch für Nachwuchstalente aus dem leichtathletischen Behindertensport genutzt. Hier arbeitet der TV Wattenscheid 01 Leichtathletik seit Jahren mit einer eigenen Abteilung und integrativen Trainingskonzepten mit behinderten Leichtathleten.

## Infrastruktur
Das Klaus-Steilmann-Haus befindet sich auf dem Außenstützpunkt des Olympiastützpunktes Westfalen in Bochum und damit in unmittelbarer Nähe zu den Trainingsstätten und Service-Einrichtungen des Stützpunktes sowie des Lohrheidestadions. Weitere Trainingsstätten im nahen Umfeld sowie das Sportzentrum Westenfeld sind zentral gelegen und durch die gute Anbindung des OSP an den ÖPNV schnell zu erreichen.
Verschiedene weiterführende Schulformen sind ortsnah vorhanden und – aufgrund ihrer kooperativen Haltung zum Spitzensport – als Partnerschulen des Sports bekannt. Zwei Gymnasien, eine Real- sowie eine Gesamt- und eine Hauptschule bilden das schulische Verbundsystem, das seit 1997 jährlich mit dem Förderpreis als „Eliteschule des Sports“ ausgezeichnet wurde.
Das Sportinternat gliedert sich in drei Wohnetagen und bietet Platz für 49 Sportler. Darüber hinaus werden auch Zimmer an Gäste vergeben. Die einzelnen Wohneinheiten können von 3 bis 6 Personen (Wohngemeinschaften innerhalb des Hauses) mit 3–5 Einzelzimmern oder 3 Doppelzimmern genutzt werden. Jede Wohnung verfügt über eine Küche, WCs und ein Badezimmer zur gemeinschaftlichen Nutzung. Darüber hinaus verfügen zwei Wohnungen im Parterre des Hauses über eine behindertengerechte Einrichtung.
Daneben wird die Gesamteinrichtung auch für Trainingslagermaßnahmen der Landes- und Spitzenverbände genutzt.

## Bewohnerstruktur
Das Klaus-Steilmann-Haus wird von minderjährigen als auch volljährigen Athleten aus den Sportarten Leichtathletik, Behindertensport, Rhythmische Sportgymnastik, Schwimmen, Synchronschwimmen und Fußball bewohnt. Die Athleten sind ausnahmslos Spitzensportler mit sehr guter sportlicher Perspektive und überwiegend mit Kaderzugehörigkeit. Sie kommen aus allen Teilen Deutschlands, teilweise auch aus dem benachbarten Ausland.
Über die Aufnahme der Sportler in das Internat entscheidet ein Gremium, das mit mindestens einem Vertreter aus den Bereichen Sport, Teilinternat, Sorgeberechtigte, Sportinternat und OSP-Leitung besetzt ist. Obligatorisch ist eine halbjährige Probezeit, um die Internatstauglichkeit des Sportlers besser bewerten zu können.
Die Athleten wohnen geschlechterspezifisch getrennt in Wohngemeinschaften mit bis zu sechs Mitgliedern. Die Differenzierung zwischen Minderjährigen- und Volljährigen-Wohngemeinschaften ermöglicht eine spezifische Betreuung der Altersgruppen.